# Megabazos
|  | Aquest article tracta sobre el sàtrapa de Dascílios o Frígia Hel·lespòntica. Vegeu-ne altres significats a «Megabazos (desambiguació)». |

Megabazos (en llatí Megabazus, en grec antic Μεγάβαζος) va ser sàtrapa de Dascilios sota l'imperi dels aquemènides, nomenat cap a l'any 520 aC. Heròdot parla d'ell i del seu fill, Megabates, i diu que tota la família pertanyia a la dinastia aquemènida.
Va acompanyar al rei Darios el Gran en la campanya contra els escites l'any 513 aC. Amb un exèrcit de 80.000 homes es va quedar a Europa dirigint les forces perses a Tràcia i Macedònia i per sotmetre les ciutats gregues de l'Hel·lespont. Després va rebre l'ordre d'atacar el regne de Peònia, va atacar el seu exèrcit, que estava reunit a la costa de l'Egeu, el va derrotar i va deportar el peons, que es van instal·lar al llarg del riu Estrímon. Així va poder destruir les ciutats gregues que ara estaven sense vigilància.
Megabazos, després de vèncer els peonis, va aprofitar per demanar submissió al rei Amintes I de Macedònia, que li va haver de presentar "terra i aigua" en senyal d'acatament. Van sorgir disputes entre els delegats perses i els nobles macedonis. Els perses van insultar-los assetjant les dones macedòniques. El príncep Alexandre va assassinar els diplomàtics perses, i elconflicte només es va resoldre amb el casament del fill de Megabazos, Bubares, amb la princesa macedònica Gigea l'any 483 aC.
Quan es retirava d'Europa, Megabazos va enviar un missatge al "Gran Rei" advertint-lo de la colonització de Mircinos pel tirà de Milet Histieu. Quan va arribar al seu país el rei li va encomanar la satrapia de la Frígia Helespòntica.
Un altre fill de Megabazos, Oebares, va ser també sàtrapa de Dascilios després del 490 aC probablement a la mort del pare o quan Megabazos va ser enviat a un altre destí; un tercer fill Megabates, va ser comandant de la flota persa que va desembarcar a Naxos l'any 499 aC i sàtrapa de Dascilios cap a l'any 479 aC. Diodor de Sicíla parla encara d'un altre fill, Ferèndates, que va morir en una batalla cap a l'any 465 aC.